# Donald Randall
Donald D. Randall, detto Don (Kendrick, 30 ottobre 1917 – 23 dicembre 2008), è stato un imprenditore statunitense, famoso per la sua nota produzione di amplificatori tutt'oggi in commercio.
All'età di 10 anni si trasferisce in California con la famiglia.
Qui manifesta subito il suo interesse per le radio e per le amplificazioni audio: ancora ragazzino quindi riceve la licenza di operatore radio e costruisce un sistema con amplificatore e cassa portatile che utilizza ai balli e alle feste dei suoi amici.
Dopo aver preso il diploma nel Santa Ana Community College, lavora part-time come commesso in un negozio di radio, dove tra l'altro conosce Leo Fender.
Combattuta la Seconda Guerra Mondiale e tornato in patria, Randall si rituffa nel mercato delle radio, come Direttore Generale di Radio&Television Equipment, un distributore all'ingrosso di componenti elettronici. Scopre che Leo Fender ha iniziato a costruire piccoli amplificatori nel suo negozio in quella che è ora Harbor Boulevard, a Fullerton.
Insieme a Leo Fender, Donald Randall dà vita all'incredibile leggenda Fender. Randall, artefice di tutte le strategie di marketing, si distingue per un'altra particolarità: decidere il nome di quasi tutti i prodotti, sia chitarre che amplificatori.
Nel 1969 fonda la Randall Amplifiers, quando decide di sviluppare nuovi amplificatori dal design originale e innovativo con una propria compagnia. Randall inizia a costruire una linea di amplificatori solid state professionali, disegnati appositamente per incontrare le esigenze dei chitarristi moderni, spesso impegnati in lunghi tour.
Dopo 40 anni dalla sua fondazione, la Randall Amplifiers è leader nel mercato e nell'innovazione, con l'introduzione del sistema modulare MTS che propone l'interessante possibilità di personalizzare la propria testata Randall con una serie di moduli valvolari facilmente sostituibili che ricalcano le timbriche degli amplificatori che hanno fatto la storia della chitarra.
Randall fu tra i primi sei introdotti alla Fender Hall of Fame nell'estate 2007, e presenziò alla cerimonia, tenutasi a Scottsdale, Arizona, con la famiglia.
Nel 2008, all'età di 91 anni, Randall lascia due figli, Donald R. Randall di Walnut Creek, California, e Timothy L. Randall di Santa Ana; una figlia, Chelena “Kathy” Grimshaw di San Juan Capistrano, California; sei nipoti e quattro bis-nipoti.
Il servizio funebre si è svolto il 09/01/2009 alla Waverly Chapel del Fairhaven Memorial Park, 1702 Fairhaven Ave., Santa Ana, California, 92705.